# Yola (Sprache)
Yola (yola bedeutet alt in der Sprache Yola) ist eine Sprache, die früher in der Grafschaft Wexford im Südosten Irlands gesprochen wurde. 

## Geschichte
Die Anfänge der Sprache sind im 12. Jahrhundert zu suchen, als die ersten sogenannten altenglischen Siedlungen in Irland gegründet wurden. Von allen Seiten von Irischsprechenden umgeben, hatten die Yola-Sprechenden nur wenig Kontakt mit der englischsprachigen Welt, weshalb ihre Sprache die lautgeschichtliche Entwicklung des Englischen nicht miterlebte. 
Die Yola-Sprache ist erst im 19. Jahrhundert ausgestorben und zwar im Zuge derselben soziokulturellen Veränderungen, die auch zum Schwund des Irischen geführt haben.
Die wichtigsten Kennzeichen des Yola waren die stimmhaften Anlautkonsonanten (zeven für „sieben“, englisch seven; zitch für „solch“, englisch such), der mittelenglische Vokalismus und Einflüsse des Irischen.
Yola war eine ausschließlich gesprochene Sprache und besaß keine schriftliche Norm. Deshalb kennt man die Sprache nur noch aus sporadischen Aufzeichnungen und Einzeltexten.